# 普費弗斯

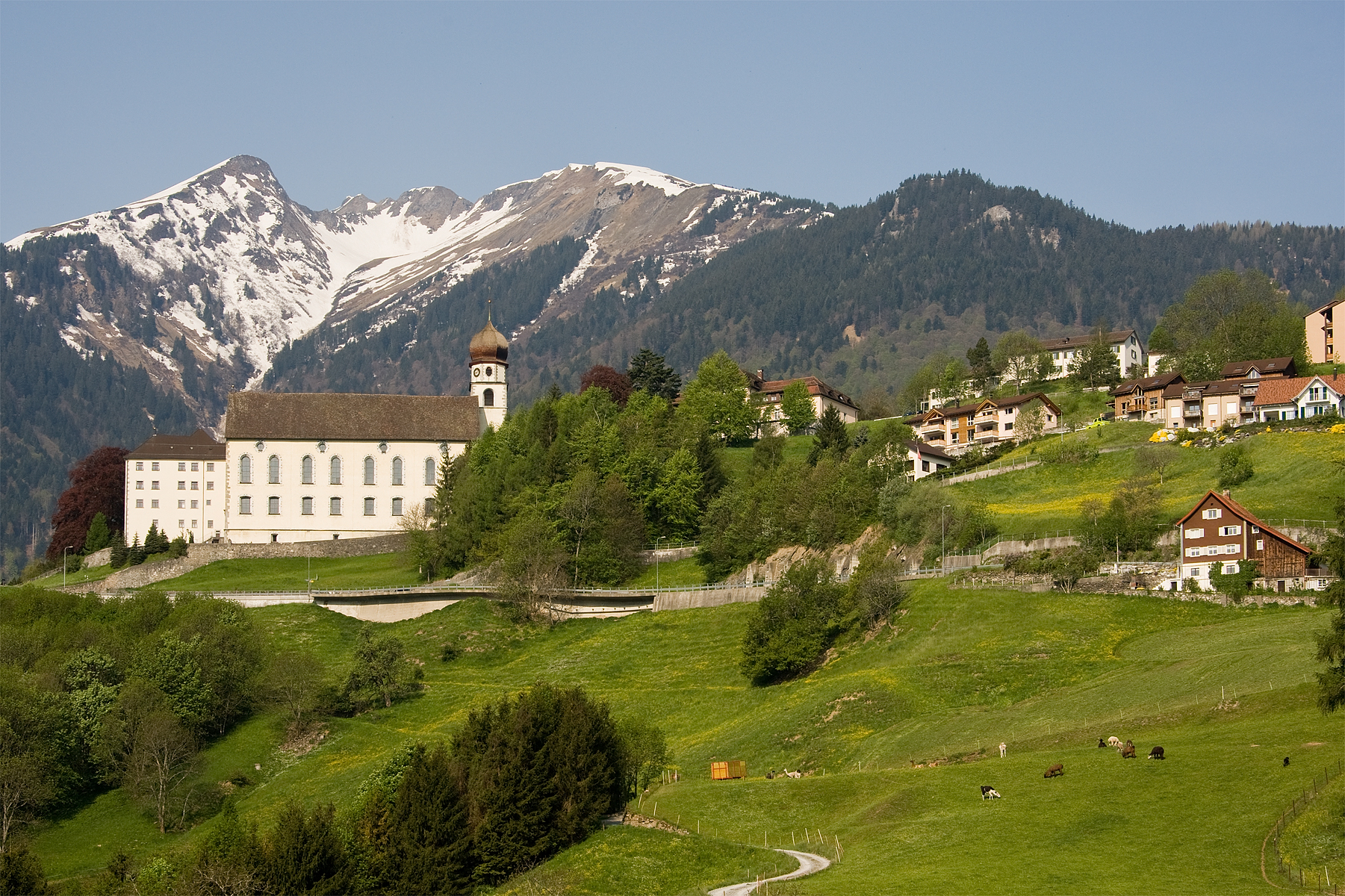

普費弗斯是瑞士的城鎮，位於該國東北部，由聖加侖州負責管轄，面積128.46平方公里，海拔高度840米，2011年人口1,544，七成半人口信奉羅馬天主教，人口密度每平方公里12人。

## 外部連結
- Website of the Local Authority of Pfäfers
- Website of the Fraction of Pfäfers Archive.today的存檔，存档日期2013-01-05
- Website of the Fraction of Vättis （页面存档备份，存于）
- Website of the Clinic Valens （页面存档备份，存于）
- Website of the Clinic Pfäfers